# St. Martin (Flerzheim)

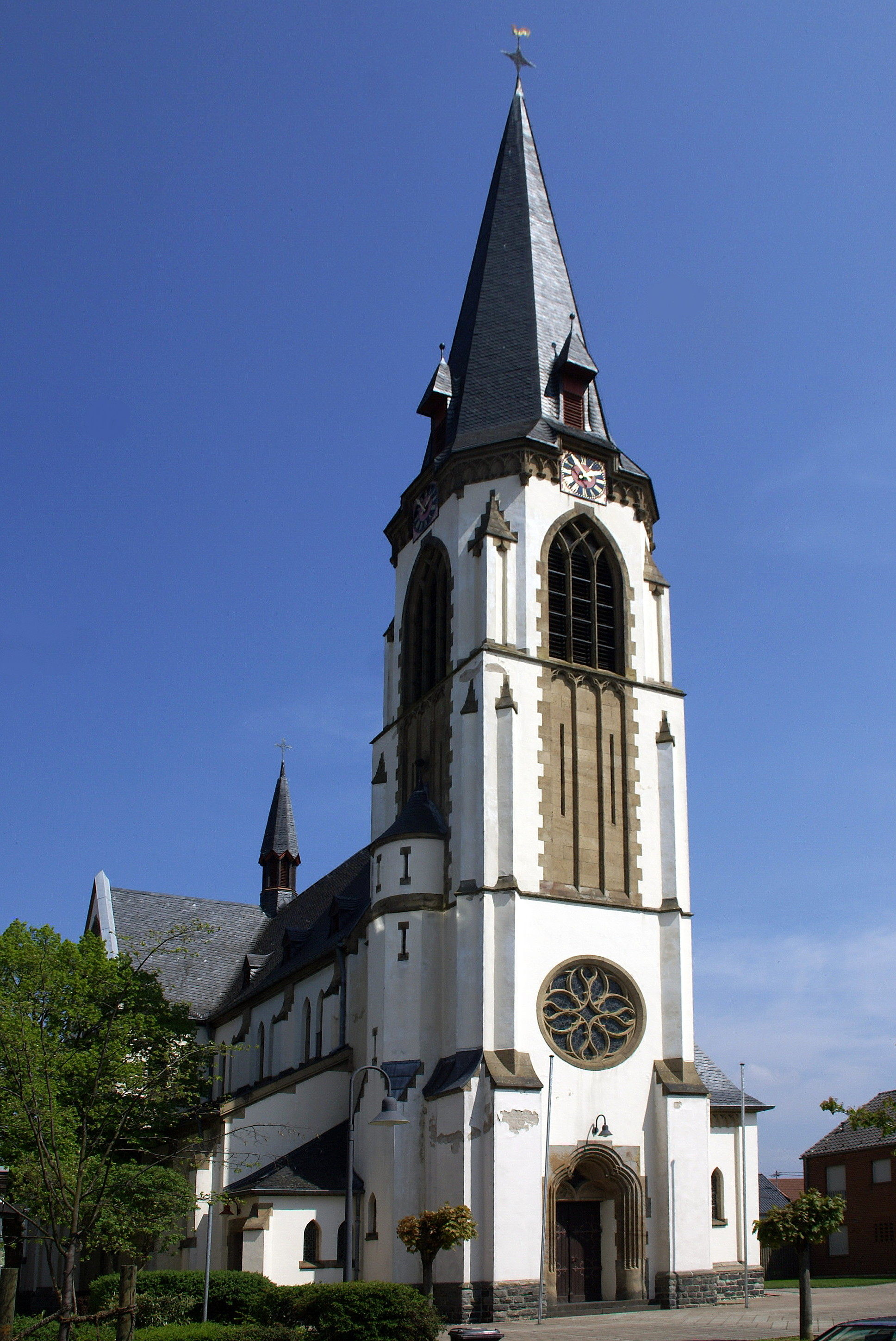
Kirche St. Martin in Flerzheim

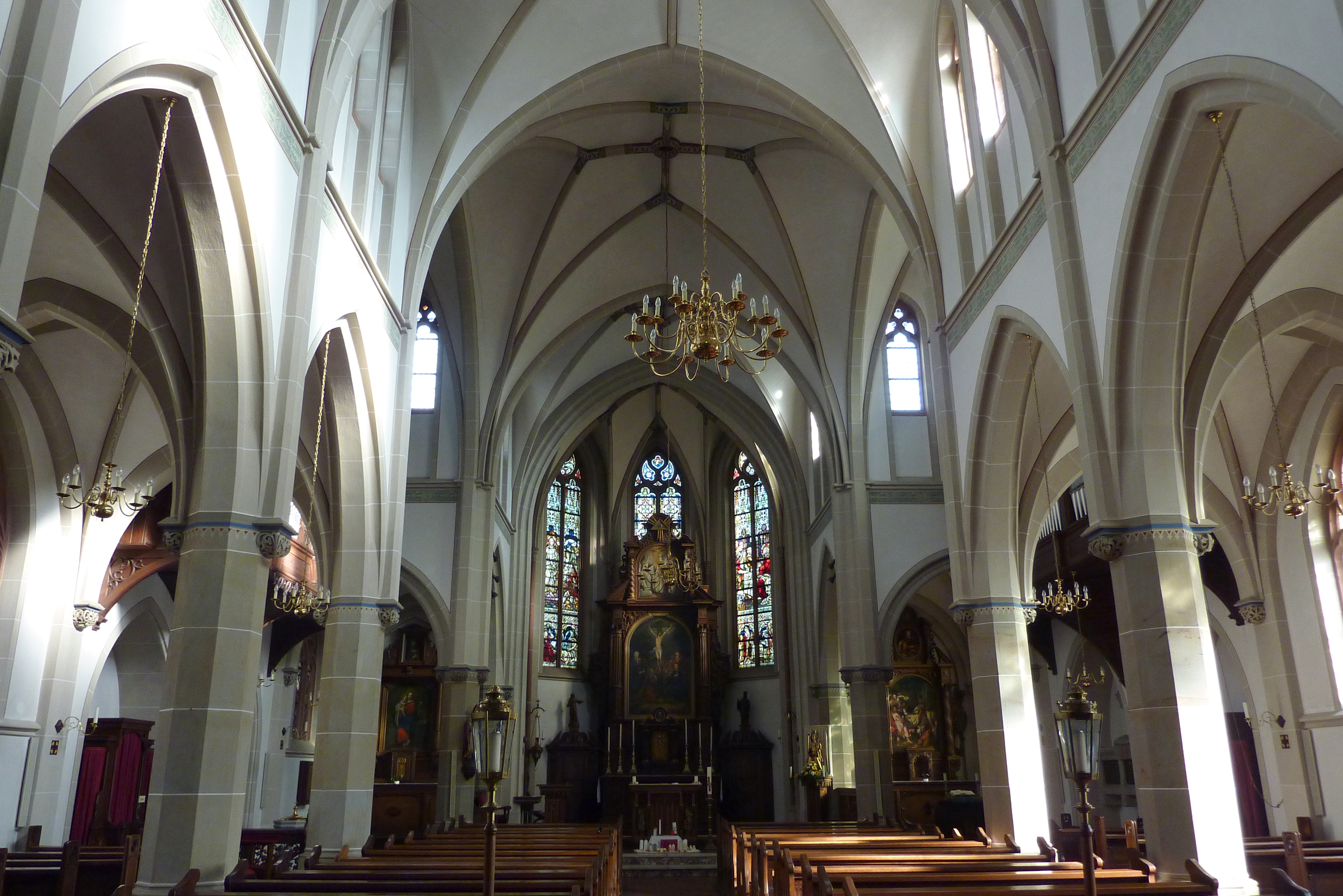
Innenansicht mit Blick zum Chor

St. Martin ist eine römisch-katholische Kirche in Flerzheim, einem Stadtteil von Rheinbach im Rhein-Sieg-Kreis in Nordrhein-Westfalen. Die Kirche steht seit 1993 unter Denkmalschutz.

## Geschichte
Bereits um 1200 gab es in Flerzheim eine Kapelle, die das Patrozinium des heiligen Martin trug und zunächst dem St.-Martins-Stift in Lüttich unterstand. 1244 ging der Besitz an die Ende des 12. Jahrhunderts begründete Zisterzienserabtei Heisterbach, die in Flerzheim eine Niederlassung gründete, welche der Abtei inkorporiert war. 1245 wird erstmals eine Kirche urkundlich erwähnt; das Kirchenpatronat und die Pfarrstelle lagen nach einigen Auseinandersetzungen ab 1478 bei der Abtei. Das Flerzheimer Kloster wurde 1803 im Zuge der Säkularisation aufgelöst, die etwa ab 1623 errichteten Gebäude kamen als „Haus Heisterbach“ in Privatbesitz. 1904 wurde es der Pfarrgemeinde geschenkt, die es als „Antoniuskloster“ den Neusser Augustinerinnen zur Bewirtschaftung übertrugen. 1925 wurde es bei einem Brand schwer beschädigt, aber wieder hergerichtet. Die Schwestern unterhielten in dem Gebäude ein Altenheim. 1990 wurden sie abgelöst durch die aus Nigeria stammende Ordensgemeinschaft der Daughters of Divine Love, die bis 2015 blieben. Die Gebäude des Hauses Heisterbach wurden 1993 in die Liste der Baudenkmäler der Stadt Rheinbach eingetragen.
Die Initiative zum Bau der heutigen Kirche, traditionell wieder mit dem St.-Martins-Patrozinium, ging von Pfarrer Peter Hommelsheim aus, der im Jahr 1900 nach Flerzheim kam. Da die 1773 gebaute alte Kirche einsturzgefährdet war, begann er für einen Kirchenneubau zu sammeln. Der nun gegründete Kirchenbauverein hatte 1908 die erforderliche Bausumme zusammen, und im Mai 1909 erfolgte die Grundsteinlegung. Noch im Jahr 1912 standen der romanische und der neue Kirchturm nebeneinander. Die Kirche wurde am 26. Februar 1910 durch Dechant Sasse benediziert und ab dieser Zeit für Gottesdienste genutzt. Die feierliche Weihe fand erst am 18. Mai 1913 durch den Kölner Weihbischof Joseph Müller statt.
Heute gehört die Kirche mit zehn weiteren Kirchen im Stadtgebiet von Rheinbach zur Katholischen Kirchengemeinde St. Martin, Rheinbach im Kreisdekanat Rhein-Sieg-Kreis (Erzbistum Köln).

## Architektur
Die im neugotischen Stil errichtete Kirche liegt in der Mitte Flerzheims direkt an der Swist. Sie besitzt einen schon von weitem sichtbaren 53 Meter hohen Turm mit Maßwerkfenstern auf allen vier Seiten und einen Dachreiter über der Vierung. Über dem Portal befindet sich eine Rosette mit Bleiglasfenstern. Es handelt sich um eine nach Nordosten ausgerichtete Basilika mit einem hohen Hauptschiff und zwei niedrigen Seitenschiffen, einem Querschiff in gleicher  Höhe wie das Hauptschiff und einem Chor mit Fünfachtelschluss.

## Ausstattung
- Vortragekreuz am Tabernakel aus dem 12. Jahrhundert
- Thronende Madonna aus dem 13./14. Jahrhundert
- Monstranz von 1717
- Taufbecken von 1773
- hölzerner Hochaltar und hölzerne Seitenaltäre im Barockstil aus dem 17. Jahrhundert mit den Reliquien der heiligen Paulinus, Gereon und der heiligen Ursula
- Figur des heiligen Martin von 1773[3]

## Orgel

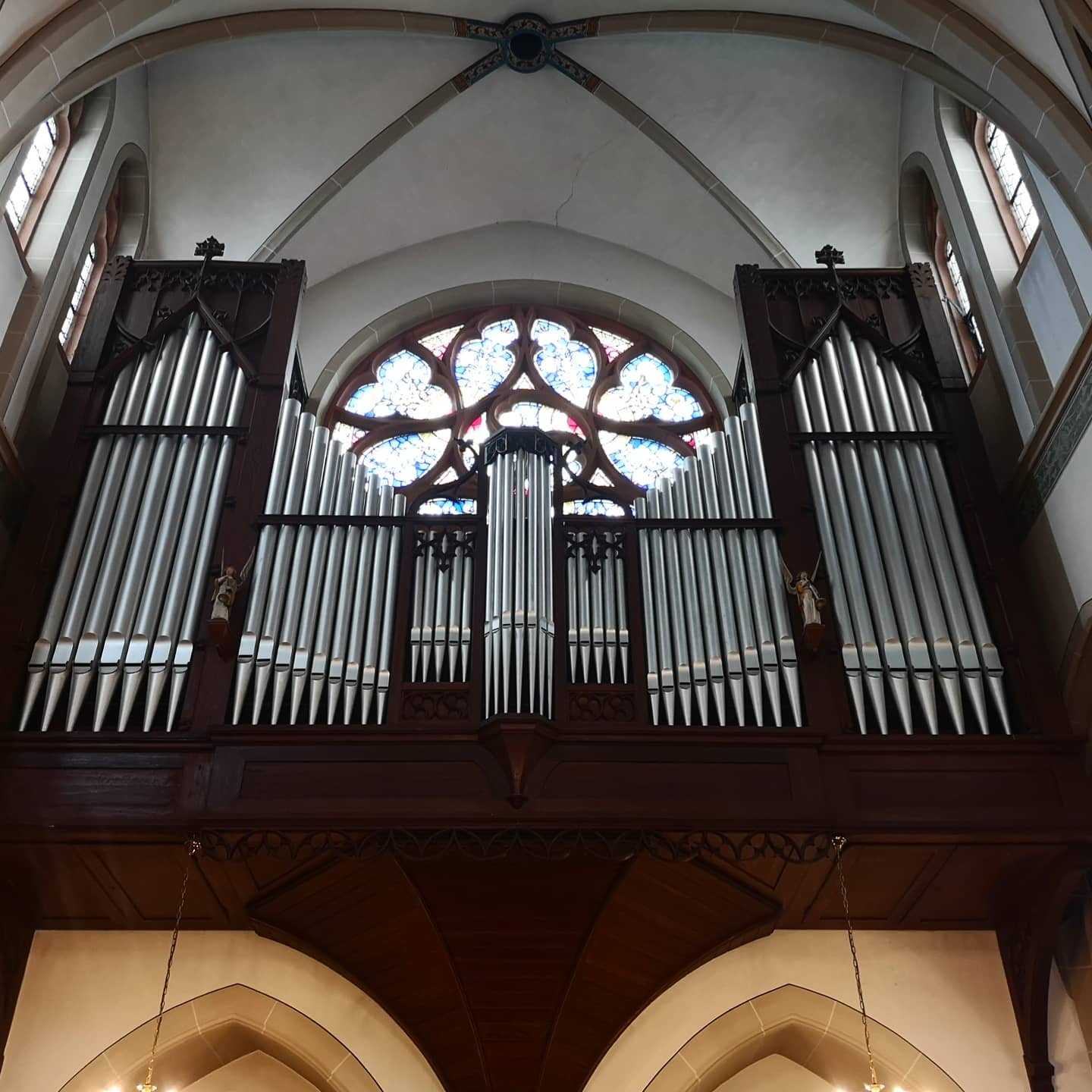
Eines der beiden Pfeifenwerke im Querschiff

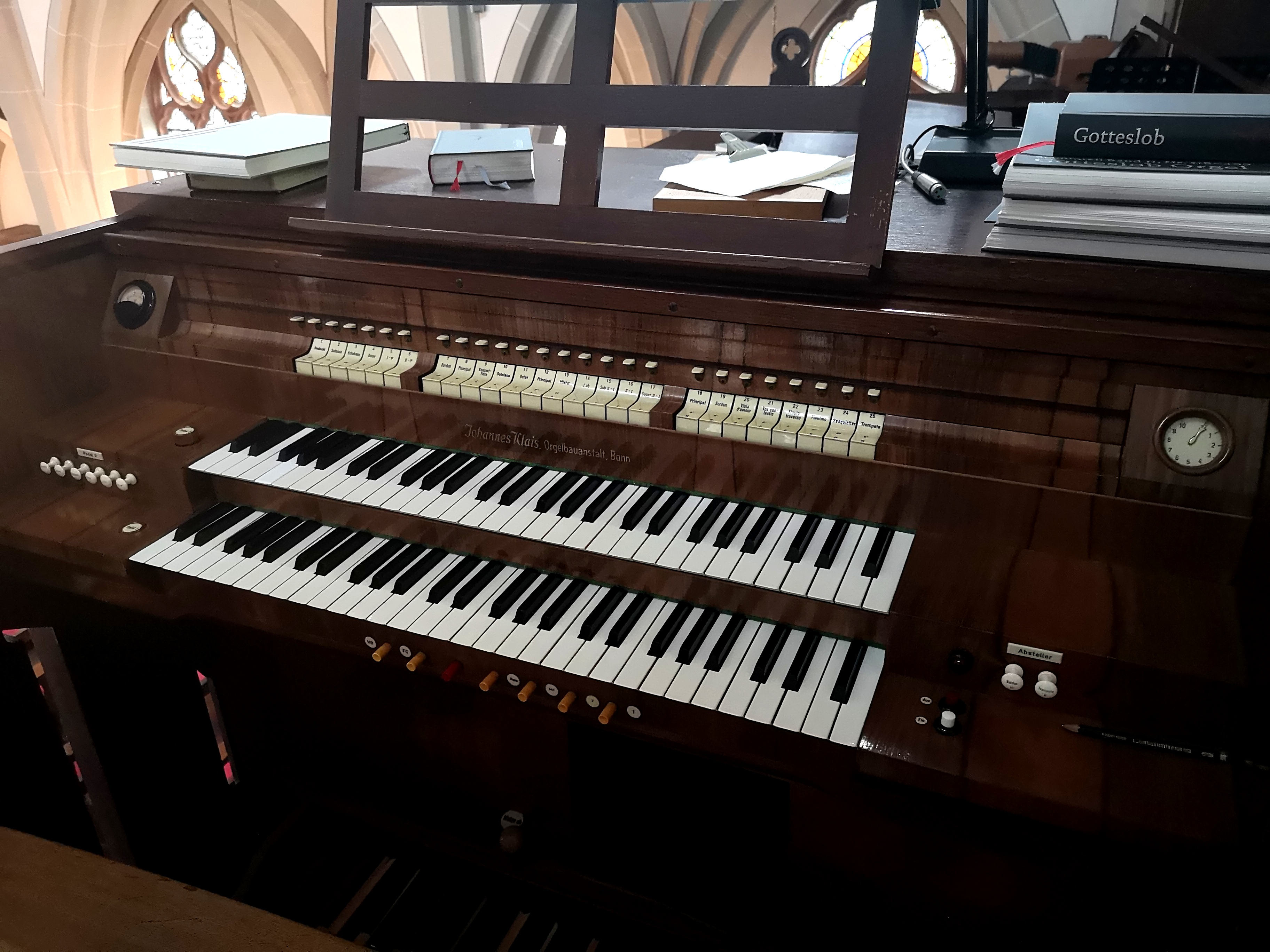
Spieltisch von 1955

Die Orgel wurde 1913 von der Firma Johannes Klais Orgelbau in Bonn als Opus 500 gebaut und war eine der ersten Orgeln mit elektropneumatischer Traktur. Sie verfügt heute über 19 Register auf zwei Manualen und Pedal. 1955 erhielt das Instrument einen neuen Spieltisch, und 1969 wurde die Disposition überarbeitet, jeweils wieder durch die Firma Klais. Eine Besonderheit ist, dass die Orgel in zwei Teilen an den Stirnwänden der beiden Querschiffe angebracht ist, während der Spieltisch auf der Empore am westlichen Abschluss des Hauptschiffs steht.
| Pedal        | Hauptwerk       | Schwellwerk        |
| ------------ | --------------- | ------------------ |
| Gedackt 8'   | Bordun 16'      | Principal 4'       |
| Subbas 16'   | Principal 8'    | Bordun 8'          |
| Echobass 16' | Konzertflöte 8' | Viola d`amour 8'   |
| Octav 8'     | Dulciana 4'     | Vox coelestis 8'   |
|              | Oktav 4'        | Flauto traverso 4' |
|              | Principal 2'    | Flautino 2'        |
|              | Mixtur 4f       | Sesquialter 3'     |
|              |                 | Trompete 8'        |

Handregister, 1 freie Kombination, P, Mf, F, Tutti
Koppeln: I ab, Sub II-I, II-I, Sper II-I, II-P, I-P

## Glocken
Das Geläut besteht aus fünf Bronzeglocken im Kirchturm. Sie ergeben das Glockenmotiv Ad te levavi animam meam.
| Nr. | Name                   | Nominal (16tel) | Gewicht (kg) | Durchmesser (mm) | Gussjahr | Gießer                                                                 |
| I   | Maria                  | e1 +4           | 1050         | 1207             | 1957     | Hans Georg Hermann Maria Hüesker, Fa. Petit & Gebr. Edelbrock, Gescher |
| II  | Martinus               | g1 +2           | 750          | 1053             | 1521     | Jan (I.) van Trier, Aachen                                             |
| III | Christkönig            | a1 +3           | 400          | 892              | 1974     | Hans Georg Hermann Maria Hüesker, Fa. Petit & Gebr.Edelbrock, Gescher  |
| IV  | Matthias und Sebastian | h1 +5           | 290          | 794              | 1751     | Martin Legros, Malmedy                                                 |
| V   | Anna und Hedwig        | d2 +3           | 172          | 655              | 1995     | Florence Elvira Elise Hüesker, Fa. Petit & Gebr. Edelbrock, Gescher    |

Glockenaufschriften
| Nr. | Name                            | Lateinisch | Deutsch |
| I   | MARIEN–GLOCKE                   | + VOCOR MARIA, CUM IPSA MAGNIFICAT VOX MEA DOMINUM. 1430 / 1957                                                                                          | Ich heiße Maria, wenn meine Stimme selbst den Herrn preist. |
| II  | MARTINUS–GLOCKE                 | | S. MARTINUS HEISCHEN ICH, TZO DEM DIENST GOTZ LUDEN ICH, DEN DONRE VERDRIVEN ICH, JAN VAN TRIER GOUS MICH ANNO DOMINI McVcXXI (1521)                                                                     |
| III | CHRIST–KÖNIG–GLOCKE             | | |
| IV  | MATTHIAS– UND SEBASTIANS–GLOCKE | NUNC NEONATA MATTHIAS SEBASTIANUS DICOR, SUB QUIBUS PATRONIS RESONANS AURAS, TONITRUA PESTESQUE FUGO. ABBAS MENGELBERG BENEDIXIT. LEGROS FECIT ANNO 1751 | Jetzt neu erstanden werde ich Matthias Sebastian genannt, unter diesen Schutzpatronen erschallt die Luft, Donner und Verderben vertreibe ich. Abt Mengelberg weihte mich. Legros goss mich im Jahr 1751. |
| V   | ANNEN– UND HEDWIGS–GLOCKE       | | ANNA UND HEDWIG, IHR HEILIGEN MÜTTER, ERFLEHET UNS FRIEDEN UND VERSÖHNUNG UNTER DEN VÖLKERN + zwei Bilder „Anna und Hedwig“                                                                              |